# NGC 4151
NGC 4151 este o galaxie spirală situată în constelația Câinii de Vânătoare. A fost descoperită în 17 martie 1787 de către William Herschel. Se află la o distanță de 18,5 megaparseci de Pământ.